# Sommaren med släkten
Sommaren med släkten är en svensk komediserie från 2017. Serien är skapad av Peter Magnusson och är baserad på den norska TV-serien "Neste sommer". Programmet nominerades till Kristallen 2017 i kategorin Årets humorprogram.

## Handling
Jens och Åsa ska ta över Åsas föräldrars sommarstuga i skärgården. Övertagandet går inte som de hade tänkt då Åsas föräldrar Ingrid och Gunnar också tänker bo där under sommaren. Dessutom har Åsas syster Carro köpt grannhuset och tänker tillbringa sommaren där tillsammans med sin pojkvän Bobo.

## Säsonger[5][6][7]
| Säsong | Säsong   | Avsnitt | Säsongsstart              | Säsongsavslutning |
| ------ | -------- | ------- | ------------------------- | ----------------- |
|        | Säsong 1 | 10      | 19 mars 2017              | 7 maj 2017        |
|        | Säsong 2 | 10      | 25 februari 2018          | 29 april 2018     |
|        | Säsong 3 | 12      | 20 januari 2019           | 7 april 2019      |
|        | Säsong 4 | 12      | Våren 2020                | Våren 2020        |
|        | Säsong 5 | 12      | 22 november 2020          | Hösten 2020       |
|        | Säsong 6 | 12      | 11 eller 13 februari 2022 | 11 mars 2022      |
|        | Säsong 7 | 12      | 4 augusti 2024            | Hösten 2024       |

## Rollista (i urval)

### Huvudroller
- Rakel Wärmländer – Åsa Wahlborg, Carros lillasyster
- Peter Magnusson – Jens, Åsas man
- Christine Meltzer – Caroline "Carro" Wahlborg, Åsas storasyster
- Christopher Wagelin – Bobo, Carros pojkvän
- Anki Lidén – Ingrid Wahlborg, Åsa och Carros mamma
- Krister Henriksson – Gunnar Wahlborg, Åsa och Carros pappa

### Återkommande roller
- Jonas Karlsson – Samfällighetens ordförande
- Morris Ahlgren / Kassel Ulving – Lukas, Jens och Åsas son
- Clara Wettergren – Nora, Carros dotter
- Bastian Lönner – Dante, Carros son
- Olle Sarri – Björn Godén
- David Wiberg – Jocke
- Linus Eklund Adolphson – Olof Bureman
- Henrik Norlén – Rickard, Carros exman
- Martina Haag – Karin
- Anki Larsson – Kerstin
- Joanna Eriksson – Jasmine
- Anton Forsdik – Rasmus